# Какао путер
Какао путер, који се такође назива теоброма уље, је бледожута, јестива маст екстрахована из зрна какаоа (Theobroma  cacao). Користи се за прављење чоколаде, као и неких масти, тоалетних потрепштина и фармацеутских производа. Какао путер има укус и арому какаоа. Његова тачка топљења је нешто испод температуре људског тела. Неопходан је састојак чоколаде и сродних кондиторских производа. Какао путер не садржи путер или друге животињске производе; то је вегански продукт.

## Екстракција и састав
За употребу у производњи чоколаде, какао зрна прво ферментишу, а затим се суше. Зрна се затим пеку и одвајају од љуске да би се произвеле какао зрна. Око 54–58% какао зрна је какао путер. Какао зрна се мељу да би се формирала какао маса, такође позната као какао течност или чоколадни ликер. Чоколадни ликер се пресује да се какао путер одвоји од немасног какаоа. Какао путер се понекад дезодорира како би се уклонили јаки или непожељни укуси.
Какао путер садржи висок удео засићених масти такође са мононезасићеном олеинском киселином у сваком триглицериду. Преовлађујући триглицериди су ПОС, СОС и ПОП, где је П = палмитинска, О = олеинска и С = остаци стеаринске киселине. Какао путер, за разлику од немасног какаоа, садржи само трагове кофеина и теобромина.
| Масне киселине                  | Проценат |
| ------------------------------- | -------- |
| Арахидна киселина (С20:0)       | 1,0%     |
| Линолна киселина (С18:2)        | 3,2%     |
| Олеинска киселина (С18:1)       | 34,5%    |
| Палмитинска киселина (С16:0)    | 26,0%    |
| Палмитолеинска киселина (С16:1) | 0,3%     |
| Стеаринска киселина (С18:0)     | 34,5%    |
| Друге масне киселине            | 0,5%     |

### Замене
Неки произвођачи хране користе јефтиније материјале уместо какао путера. Постоји неколико аналитичких метода за испитивање разблаженог какао путера. Фалсификовани какао путер је светлије боје и смањене флуоресценције при ултраљубичастом осветљењу. За разлику од какао путера, фалсификована маст има тенденцију да се размазује и има већи садржај несапонификујућих материја.
Због високе цене какао путера, постоје замене које се користе као алтернативе. У Сједињеним Државама мора се користити 100% какао путер да би се производ назвао чоколадом. ЕУ захтева да алтернативне масти не прелазе 5% укупног садржаја масти.
Замене укључују: кокосово, палмино, сојино уље, уље уљане репице, семена памука и илипе; и ши путер, маст језгра манга и мешавину масти језгра манга и палминог уља и полиглицерол полирицинолеат.

## Примене
Какао путер је главни састојак готово свих врста чоколаде (бела чоколада, млечна чоколада и црна чоколада). Ова примена је доминантна потрошња какао путера.
Фармацеутске компаније интензивно користе какао путер. Као нетоксична чврста супстанца на собној температури која се топи на телесној температури, сматра се идеалном основом за медицинске супозиторије.

### Лична нега
За маст која се топи око телесне температуре, какао има добру стабилност. Овај квалитет, заједно са природним антиоксидансима, спречава ужеглост - дајући му рок складиштења од две до пет година. Баршунаста текстура, пријатан мирис и емолијентна својства какао путера учинили су га популарним састојком у производима за кожу, као што су сапуни и лосиони.

## Физичка својства
Какао путер обично има тачку топљења од око 34 - 38 С, тако да је чоколада чврста на собној температури, али се лако топи у устима. Какао путер показује полиморфизам, тј. има различите кристалне облике са различитим тачкама топљења. Конвенционално за додељивање кристалних облика какао путера користи се номенклатура Вила и Лутона са облицима I, II, III, IV, V и VI који имају тачке топљења 17,3, 23,3, 25,5, 27,5, 33,8, 36,3 С. Производња чоколаде има за циљ да кристализује чоколаду тако да какао путер буде претежно у облику V, који је најстабилнији облик који се може добити од растопљеног какао путера. (Форма VI или се развија у чврстом какао путеру након дугог складиштења или се добија кристализацијом из растварача). Уједначена кристална структура облика V ће резултирати глатком текстуром, сјајем и пуцањем. Ова структура се добија темперирањем чоколаде. Топљење какао путера у чоколади, а затим очвршћавање без темперирања доводи до стварања нестабилних полиморфних облика какао путера. Ово се лако може десити када се чоколадним плочицама дозволи да се топе у врућој просторији и доведе до формирања белих мрља на површини чоколаде званих масни цвет или чоколадни цвет.